# Kosov
Kosov (in tedesco Kosse) è un comune della Repubblica Ceca facente parte del distretto di Šumperk, nella regione di Olomouc.